# منير أبو الرحي
منير أبو الرحي (ولد في 25 آذار/مارس 1990) هو لاعب كرة يد سعودي، يلعب في نادي مضر ومثّل منتخب السعودية لكرة اليد.
شارك في  بطولة العالم لكرة اليد للرجال عام 2017.